# Erigorgus idahoensis
Erigorgus idahoensis là một loài tò vò trong họ Ichneumonidae.